# 藤村知可
藤村 知可（ふじむら ちか、1981年3月28日 - ）は、日本の女優、声優。アクロスエンタテインメント所属。旧芸名は藤村 ちか（読みは同じ）。

## 来歴
堀越高等学校卒業。
以前はイトーカンパニー、エフ・エム・ジーに所属していた。
クイズ番組『世界ふしぎ発見!』（TBS）では、2000年から2002年にかけて、現地レポーター（ミステリーハンター）としてエジプト、フランス、モンゴルなどをレポートした。
また2003年から2005年3月にかけては、テレビ番組『金曜かきこみTV』（NHK教育）にレポーターとしてレギュラー出演した。
2006年以降は声優としての活動が多く、出演する作品はいずれもテクノサウンドが音響制作を担当している。

## 人物
- ともさかりえにファンレターを出したことがきっかけで芸能界デビューしたが、本人には芸能界に入る志はなかった。
- 本人曰く「人見知りな性格」である[4]。
- 尊敬する先輩声優として若本規夫を挙げており、彼と話が出来てすごく嬉しかったと語っている[4]。
- 女優の一戸奈美と仲が良く、一戸のブログにも度々登場する[5]。
- 高校の同級生に新山千春、北川弘美がいる。
- 特技はベリーシェイプ、水泳、スキー[3]。趣味はヨガ[3]。

## 出演
太字はメインキャラクター。

### テレビドラマ
- 1995年
  - 金田一少年の事件簿（日本テレビ）
  - 世にも奇妙な物語 「友子の長い夜」（フジテレビ)
  - ミラクル仮面高校生（ABC / テレビ朝日）
- 1996年
  - 小児病棟・命の季節 第7話（テレビ朝日）
  - 塀の中の少女たち（TBS）
  - 新・部長刑事（ABC）
  - サンタが殺しにやって来た（フジテレビ）
- 1997年
  - 名探偵保健室のオバさん（テレビ朝日） - 及川潤子 役
  - 不思議の国の17歳（名古屋テレビ） - めぐみ 役
  - ガラスの仮面（テレビ朝日） - 福田杉子 役
  - 職員室（TBS）
  - WHO!?（TBS）
- 1998年
  - 三姉妹探偵団（日本テレビ）
  - 真・女神転生デビルサマナー（テレビ東京） - 浜岡美香 役
  - 土曜ワイド劇場「はみだし弁護士・巽志郎3」（テレビ朝日） - 西村麻美 / 山崎由香 役
  - はぐれ刑事純情派（テレビ朝日） - 野上真理 役
  - せつない（テレビ朝日）
- 1999年
  - ナオミ 第5話（フジテレビ） - アンナ 役
- 2000年
  - 土曜ワイド劇場「保護司・夏目清一」シリーズ（テレビ朝日）
  - 新・天までとどけ（TBS）
  - 女子刑務所東三号棟2（TBS）
  - 中学生日記（NHK）
  - はぐれ刑事純情派（テレビ朝日） - 森本麻衣 役
- 2001年
  - 花村大介スペシャル（フジテレビ） - 山本由美 役
  - 聖アリス学園（BSフジ）
- 2002年
  - 燃えよ!カバディ（KBS京都）
  - 金曜日のスマたちへ 「Rie」第1話（TBS）
  - 遺言（日本テレビ）
- 2003年
  - WATER BOYS 第2話（フジテレビ）
  - 怪談新耳袋「壁を叩く音」（BS-i）
  - 帰ってきたロッカーのハナコさん（NHK） - 和津野しほ 役
  - 初恋.com（日本テレビ）
- 2004年
  - はみだし刑事情熱系 PART8 第10話（テレビ朝日）
- 2005年
  - 京都地検の女2（テレビ朝日）
  - ピュアな恋を見つける12の方法（BS-i）
- 2007年
  - 女刑事みずき〜京都洛西署物語〜2 第2話（テレビ朝日）
- 2013年
  - 縁側刑事（TBS）
- 2015年
  - ヤメゴク〜ヤクザやめて頂きます〜 第3話（TBS）
  - 科捜研の女 第15シリーズ 第6話（テレビ朝日） - 瀬川千明 役
- 2018年
  - 相棒 Season 16 第19話（テレビ朝日） - 高田みずき 役

### バラエティ
- 64マリオスタジアム（1996年、テレビ東京）
- グラビアの美少女（MONDO21）
- 世界・ふしぎ発見!（2000年 - 2002年、TBS系） - ミステリーハンター

### 映画
- Love Letter（1995年、ヘラルド・エース）
- 友子の場合（1996年、東映） - 高木美江 役
- エコエコアザラクIII -MISA THE DARK ANGEL-（1998年、ギャガコミュニケーションズ） - 火野陽子 役
- 月光の囁き（1999年、日活） - 利香 役
- LOVE/JUICE（2000年、つんくタウンFILMS） - 今日子 役
- バトル・ロワイアルII 鎮魂歌（2003年、東映） - 増田三尉 役
- 『超』怖い話し 闇の映画集 「深夜の脱落」（2005年、ネットシネマ.TV）
- 大きな古時計（2006年）
- 夏の思い出（2006年、ベンテンエンタテインメント）
- 大きな古時計 劇場版（2022年、ベンテンエンタテインメント） - 奥寺未咲 役

### テレビアニメ
2006年
- IGPX（マックス・エルリック）
- NANA（小松奈美）
- ポケットモンスター アドバンスジェネレーション（看護師）

2007年
- 大江戸ロケット（ソラ）
- 魔人探偵脳噛ネウロ（籠原叶絵）
- もっけ（飯塚信乃）

2008年
- アリソンとリリア（マティルダ）
- うちの3姉妹（2008年 - 2010年、お母さん）
- 屍姫 シリーズ（2008年 - 2009年、北斗） - 2シリーズ

2009年
- たまごっち!（2009年 - 2014年、ラブママリっち、やったっち、ママジュリエっち、ムジカっち先生、あっちっち 他） - 4シリーズ
- 鋼の錬金術師 FULLMETAL ALCHEMIST（シェスカ）
- ポケットモンスター ダイヤモンド&パール（2009年 - 2010年、コノハ、フリージア）

2010年
- ポケットモンスター ベストウイッシュ（2010年 - 2013年、ジョーイ、ヤナップ、バニプッチ、エリキテル 他） - 2シリーズ

2011年
- ギルティクラウン（桜満春夏）
- NO.6（ベティ）

2013年
- ポケットモンスター XY（2013年 - 2016年、エリキテル、女性リポーター、モリー、ヤナップ） - 2シリーズ

2014年
- カリーノ・コニ

2015年
- コンクリート・レボルティオ〜超人幻想〜（マリア）

2016年
- ポケットモンスター サン&ムーン（2016年 - 2019年、アマカジ→アママイコ→アマージョ、ハル、ビッケ、ハピナス、回答者、ニュースキャスター 他）

2018年
- 若おかみは小学生!（母親、観客）

2020年
- ポケットモンスター（2020年 - 2023年、アマージョ、ビッケ、ヤナップ） - 2シリーズ

2021年
- 新幹線変形ロボ シンカリオンZ（2021年 - 2022年、碓氷シラユキ）
- もっと!まじめにふまじめ かいけつゾロリ（パラ子）

2025年
- ポケットモンスター（モリーの母）

### 劇場アニメ
2000年代
- ねずみ物語 〜ジョージとジェラルドの冒険〜（2007年、ハンナ）

2010年代
- 劇場版ポケットモンスター ベストウイッシュ ビクティニと黒き英雄 ゼクロム・白き英雄 レシラム（2011年、ジョーイ、ヤナップ）
- 劇場版ポケットモンスター ベストウイッシュ キュレムVS聖剣士 ケルディオ（2012年、ジョーイ）
- メロエッタのキラキラリサイタル（2012年、ヤナップ）
- 劇場版ポケットモンスター ベストウイッシュ 神速のゲノセクト ミュウツー覚醒（2013年、ジョーイ）
- ピカチュウとイーブイ☆フレンズ（2013年、ヤナップ）
- 劇場版ポケットモンスター キミにきめた!（2017年、ラプラス）
- 劇場版ポケットモンスター みんなの物語（2018年、ジョーイ）
- えいが うちの3姉妹（2019年、お母さん）
- ミュウツーの逆襲 EVOLUTION（2019年、ジョーイ）

### OVA
- ピカチュウのサマー・ブリッジ・ストーリー（2011年、ヤナップ）

### Webアニメ
- PLUTO（2023年、イルザ）

### ゲーム
- アナザー・マインド（1998年、火浦菜々子、大沢杏子）
- クロックタワー3（2002年、アリッサ・ハミルトン）
- うちの3姉妹DS（2008年、お母さん）
- うちの3姉妹DS2（2009年、お母さん）
- ポケパーク2 〜Beyond the World〜（2011年）
- ギルティクラウン ロストクリスマス（2012年、桜満春夏[14]）
- 鋼の錬金術師 MOBILE（2022年、シェスカ）

### ラジオ
- Pokémon Radio Show! ロケット団ひみつ帝国（CM担当、2012年10月7日 - 12月23日） - InterFM

#### ラジオドラマ
- FMシアター「夢について」（2002年9月14日、NHK-FM）

### 吹き替え

#### テレビドラマ
- チャームド 〜魔女3姉妹〜（2001年、ゴダイバ夫人）
- イ・サン（2009年、ミス〈イ・スンア〉）

### ビデオ
- おんな犯科帖II〜江戸拷問刑罰抄〜（キングビデオ、1995年）

### Webドラマ
- 伊藤潤二 恐怖コレクション「屋根裏の長い髪」（2000年）
- 婿に行きたい「こだわり男」（2005年）

### 写真集
- 「Chika」（辰巳出版、1999年）ISBN 4-88641-377-3

### シリーズ一覧
1. ↑  『ポケットモンスター』（2020年 - 2022年）、『めざせポケモンマスター』（2023年）